# Caproni Ca.101
Caproni Ca.101 (итал. Caproni Ca.101) — итальянский многоцелевой самолёт межвоенного периода. Активно эксплуатировался Королевскими ВВС Италии в 30-х годах в военных конфликтах в Эфиопии, Испании. Экспортировался в Австрию, Китай и Венгрию.

## История
В конце 20-х годов большую популярность в мире приобрёл многоцелевой самолёт Ford Trimotor — цельнометаллический трёхмоторный подкосный моноплан. Им тут же заинтересовались многие страны, в том числе и Королевство Италия. На основе исследования компания Caproni предложила свой аналогичный самолёт, получивший обозначение Caproni Ca.97, а чуть позже к нему добавилась более совершенная модель Ca.101.
Основным местом эксплуатации этих самолётов стала Африка. Они применялись в качестве бомбардировщиков в 15-й бомбардировочной эскадрилье «La Disperata» и для транспортных перевозок во время Итало-эфиопской войны 1935-1936 годов в Ливии. После 1939 года Ca.101 стали выводиться из эксплуатации и заменяться более новой и совершенной моделью Caproni Ca.133. Последние самолёты были переведены в резерв и сохранялись в таком качестве до 1942 года.

## Модификации
- Caproni Ca.102 — вариант с британскими двигателями Bristol «Jupiter» мощностью 500 л. с.
- Caproni Ca.102quater — четырёхдвигательная модификация.
- Caproni Ca.111 — одномоторный вариант.

### В эксплуатации
- Королевство Италия
- Австрия
- Китай
- Венгрия

### Технические характеристики
- Длина — 15,30 м
- Размах крыла — 19,65 м
- Площадь крыла — 61,50 м.кв.
- Высота -
- Вес пустого — 3120 кг
- Вес взлетный — 5370 кг
- Скорость максимальная — 250 км\ч
- Скорость крейсерская — 131 км\ч
- Дальность — 2000 км
- Потолок — 6100 метров
- Двигатель — три звeздообразных Piaggio «Stella» VII мощностью 370 л. с. каждый
- Экипаж — 3 человека
- Вооружение — два-три 7,7-мм пулемёта
- Бомбовая нагрузка — 500 кг бомб